# معركة بينفيلد
وقعت معركة بينفيلد لعدة ساعات في 1 يونيو 1985، عند منع شرطة ويلتشير قافلة السلام -قافلة من عدة مئات من مسافري العصر الجديد- من إنشاء مهرجان ستوننج الحر عام 1985 في ويلتشاير، إنجلترا. كانت الشرطة تنفذ أمرًا قضائيًا أصدرته المحكمة العليا بحظر إقامة المهرجانات سنة 1985، وشارك . نحو 1300 من أفراد الشرطة في العملية ضد 600 مسافر تقريبًا. واجهت القافلة المتجهة إلى ستوننج مقاومة عند الطريق من الشرطة على بعد سبعة أميال من المعالم. ادعت الشرطة أن بعض مركبات المسافرين صدمت مركبات الشرطة في محاولة لفتح حاجز الطريق. حطمت الشرطة نوافذ مركبات القافلة واعتُقل بعض المسافرين، واقتحم البقية حقلًا مجاورًا، تطورت المواجهة واستمرت عدة ساعات. ذكرت هيئة الإذاعة البريطانية (BBC) أن الشرطة قالت إنها تعرضت للهجوم ورشق بالأخشاب والحجارة وحتى قنابل البنزين، في حين ذكرت صحيفة أوبزرفر أن المسافرين لم يكونوا مسلحين بقنابل حارقة وأن تصريحات الشرطة كانت كاذبة. شنت الشرطة هجومًا آخر قيل إنه وقع في أثنائه أخطر أعمال العنف وفقًا لصحيفة أوبزرفر، إذ تعرضت النساء الحوامل ومن يحملون أطفالًا للضرب بالهراوات، كانت الشرطة تضرب أي شخص يمكنهم الوصول إليه. «حاول بعض المسافرين الفرار بالقيادة بعيدًا عبر الحقول، لكن الشرطة ألقت عليهم الهراوات والدروع وطفايات الحريق والحجارة لإيقافهم».
أصيب عشرات المسافرين بجراح،  واعتُقل 537. يمثل هذا أحد أكبر حالات  الاعتقال الجماعي للمدنيين منذ الحرب العالمية الثانية، وربما أحد أكبر الاعتقالات في تاريخ القانون الإنكليزي.
بعد عامين، أدين رقيب في شرطة ويلتشير بالأذى البدني الفعلي نتيجة للإصابات التي تكبدها أحد أفراد القافلة خلال معركة بينفيلد.  في فبراير 1991، أصدرت محكمة مدنية حكمًا بحق 21 من المسافرين بمبلغ 24 ألف جنيه إسترليني تعويضًا عن الاحتجاز والأضرار التي لحقت بالممتلكات والتوقيف غير المشروع، لكن الحكم لم يُنفذ.

## خلفية
تطورت حركة المسافرين البريطانيين في العصر الجديد في السبعينيات بهدف محاولة خلق طرق حياة بديلة. حافظ المسافرون على أنفسهم جزئيًا بالسفر بين المهرجانات المجانية وتنظيمها والتداول فيها. وبعد إقامة مع المتظاهرين التابعين للمجلس الوطني للدفاع عن الديمقراطية، عرفت مجموعة من المسافرين باسم قافلة السلام .
ظهر المهرجان الحر في سبعينيات القرن التاسع عشر. استمر مهرجان الشعب الحر في وندسور 1972 - 1974 عندما أوقفته السلطات بعنف. بدأ مهرجان ستوننج الحر سنة 1974. تحول سنة 1975 إلى واتشفيلد لكنه لم ينجح في الموقع العسكري المهجور. أصبح المهرجان الشعبي الحر في ستوننج مركزًا للحركة سنة 1980، أفسد المهرجان أعمال عنف الكبيرة، إلى حد بعيد بواسطة مجموعات سائقي الدراجات النارية.
سنة 1984، نقلت إدارة البيئة ستوننج والأراضي المحيطة بها إلى التراث الإنكليزي. وبحلول ذلك الوقت زاد حجم المهرجان، وقدر عدد الحضور لمهرجان 1984 بنحو 100,000. ونظرًا إلى ارتفاع عدد الحضور، لم تكن هناك سلطة تذكر في مهرجانات ستوننج، ولم تتمكن الشرطة من إغلاقها أو تطبيق القانون. معظم المخدرات غير المشروعة أَصبحت متاحة دون تحفظ وتُباع علنًا، وكان التجار في المهرجان يتجاهلون الحصول على تراخيص أو دفع ضرائب. ادَّعى المعارضون أن مهرجان عام 1984 أسفر عن تدمير المعلومات الأثرية وفي الموقع نفسه، «حفرت ثقوب في حانات العصر البرونزي للمراحيض كأفران الخبز، كانت الدراجات النارية تسير فوقها، ما أدى إلى تموج السطح وهدمت الأسوار، وقطعت ألف شجرة صغيرة لاستخدامها في الحطب. بلغت. تكلفة التنظيف نحو 20,000 جنيه إسترليني، إلى جانب المعلومات الأثرية التي فقدت». ادعى أصحاب الأراضي أيضًا أن الأضرار التي لحقت بستوننج، وغيرها من الأضرار التي لحقت بالممتلكات، والتعدي على الممتلكات، واستخدام المخدرات الترفيهية، والاستحمام عراة في الأنهار قد حدثت في أثناء المهرجان ونتيجة لذلك، فُرض أمر من المحكمة العليا المدنية يحظر تنظيم مهرجان عام 1985.

## الأحداث الرئيسية
بعد مكوثها في الليلة السابقة في غابة سافيرناك، بلغ عدد مركبات القافلة صباح 1 يونيو 140 مركبة، معظمها حافلات وشاحنات صغيرة تحولت إلى أماكن للمعيشة، وقُدر عدد الأشخاص الذين حوتهم ب600 شخص. كانت الشرطة قد أقامت منطقة حظر على بعد 4 أميال (6.4 كيلومتر مربع) حول محيط ستونهينج، والتي كانت القافلة تأمل باختراقها. واجهت القافلة مقاومة حين أقامت الشرطة حاجزًا بالقرب من شيبتون بيلينغر على بعد نحو 7 أميال (11 كيلومتر) من ستونهينج. تحقق ذلك عبر قلب ثلاث شاحنات من الحصى على الطريق. بحسب الأوبزرفر، تفادت القافلة الحاجز الرئيسي على الطريق إي 303 بالانزلاق على طريق جانبي إلا أنها ووجهت بحاجز آخر. عند هذا المنعطف ادعت الشرطة أن بعض سيارات المسافرين صدمت سيارات الشرطة في محاولة للفرار من الحاجز. في الوقت نفسه تقريبًا، حطمت الشرطة الزجاج الأمامي لمركبات المسافرين وألقت القبض على ركابها.
وفقًا لأحد المصادر اقتحمت معظم مركبات المسافرين حقلًا مجاورًا عبر اختراق سياج. ونتيجة لذلك أعقبت الاقتحام مواجهة. حاول المسافرون التفاوض مع الشرطة، إلا أن الضابط المسؤول، مساعد قائد الشرطة ليونيل جروندي، أمر بإلقاء القبض على جميع المسافرين. ووقعت أعمال عنف أصيب خلالها عدد من أفراد القافلة بجروح في الرأس. سُمح لسيارة إسعاف بالمرور لنقلهم إلى المستشفى. ادعى ضابط الشرطة بيرني لوند، الذي كان متواجدًا في مكان الحادث، أن قنابل حارقة وعصي كانت قد ألقيت على الضباط خلال المواجهة. إلا ان صحيفة الغارديان ذكرت بأن المسافرين لم يكونوا مسلحين بقنابل حارقة وأن مزاعم استخبارات الشرطة حول تسليحهم «كانت كاذبة».
عند الساعة السابعة مساءً، دخل الميدان ضباط مزودين بمعدات مكافحة الشغب وشنوا هجومًا نهائيًا. تعرضت النساء الحوامل ومن كانوا يحملون أطفالًا للضرب بالهراوات من قبل الشرطة وفقًا لصحيفة الأوبزرفر، التي أشارت أيضًا إلى الصحفي نيك ديفيز الذي قال أن الشرطة كانت تضرب «أي شخص يقع بين أيديها». حين حاول بعض المسافرين الهروب بالقيادة بعيدًا في الحقول، زُعم أن رجال الشرطة ألقوا عليهم الهراوات والدروع وطفايات الحريق والحجارة لإيقافهم. أفادت صحيفتا الأوبزرفر والإندبندنت أن مركبات المسافرين كانت قد حُطمت وأُحرقت.
نُقل أحد المسافرين بعيدًا بعد اشتباه بكسر في جمجمته.
ألقي القبض على الغالبية العظمى من المسافرين، زاد عددهم عن 500 مسافر، للاشتباه بعرقلة الشرطة وإغلاق الطريق السريع. ذكر أحد المصادر أن هذا يمثل أكبر عملية اعتقال جماعي للمدنيين في تاريخ القانون الإنجليزي، وذكر مصدر آخر أنه كان الرقم الأكبر منذ الحرب العالمية الثانية. ولم يكن هناك عدد كاف من الزنازين في السجون المحلية لاحتجاز جميع المعتقلين.